# Ларкин, Брайан
Брайан Ларкин (англ. Bryan Larkin; род. 7 августа 1973, Глазго, Шотландия, Великобритания) — шотландский актёр и фильммейкер.

## Биография и карьера
Брайан Ларкин родился 7 августа 1973 в Глазго, в семье акушерки и механика Королевских Военно-воздушных Сил. В подростковом возрасте занимался культуризмом и выиграл несколько соревнований в Шотландии. Спустя некоторое время заинтересовался киноискусством и стал обучаться в актёрской школе в Глазго.
Дебютировал в 2002, сыграв главную роль в британском независимом фильме «Just Around the Corner». В 2000-х годах снимался в короткометражных фильмах, иногда писал к ним сценарии и режиссировал. В 2006 и 2009 за фильмы «Scene.» и «Running in Traffic» соответственно получил две премии BAFTA Scotland. В 2013 Ларкин исполнил главную роль, брутального и харизматичного командира советских солдат Долохова, в боевике/фильме ужасов «Адский бункер: Восстание спецназа» и получил первую известность. Актёра заметили кинопродюсеры и позднее, в 2016, он появился в роли лейтенанта SAS Уилла Дэвиса в блокбастере «Падение Лондона». В том же году стало известно, что он сыграет главного злодея в фильме «В погоне за драконами».
Озвучивал персонажей в компьютерных играх Killzone: Mercenary, Powerstar Golf, Quantum Break и Horizon: Zero Dawn.

## Фильмография
| Год  |     | Русское название                  | Оригинальное название         | Роль                     |
| ---- | --- | --------------------------------- | ----------------------------- | ------------------------ |
| 2003 | ф   |                                   | Just Around the Corner        | Гарет                    |
| 2003 | с   | Таггерт                           | Taggart                       | Эрвин Бакстер            |
| 2003 | кор | Комната на ночь                   | Room for the Night            | Понс                     |
| 2005 | кор |                                   | Miracle of Silence            | мужчина в кафе           |
| 2006 | кор |                                   | As Far as You've Come         | Билли                    |
| 2006 | кор |                                   | Scene.                        | Натан / Гэри             |
| 2007 | с   | Ребус: Висячий сад                | Rebus                         | Чарльз Гатри             |
| 2009 | ф   |                                   | An Act of Terror              | Колин Паркер             |
| 2009 | ф   |                                   | Running in Traffic            | Джо Каллен               |
| 2009 | ф   |                                   | Miles Away                    | Гилл                     |
| 2009 | ф   |                                   | The Red Machine               | Роберт Элдридж Дин       |
| 2011 | кор |                                   | A Portentous Death            | муж                      |
| 2011 | ф   |                                   | Fast Romance                  | доктор Гейтс             |
| 2011 | с   | Юный Джеймс Хэрриот               | Young James Herriot           | детектив                 |
| 2012 | ф   | Озеро скелетов                    | Skeleton Lake                 | Митч                     |
| 2012 | с   | Пустые слова                      | Lip Service                   | Банкер                   |
| 2013 | ф   | Адский бункер: Восстание спецназа | Outpost: Rise of the Spetsnaz | Долохов                  |
| 2013 | кор |                                   | Spool                         | Эндрю                    |
| 2014 | ф   | Давайте поохотимся                | Let Us Prey                   | Джек Уорнок              |
| 2014 | кор |                                   | The Virtual Network           | Кирус                    |
| 2014 | с   | Чужестранка                       | Outlander                     | Джорди                   |
| 2015 | с   | Врачи                             | Doctors                       | Алекс Хэйли              |
| 2016 | с   | Шетланд                           | Shetlan                       | Эдди                     |
| 2016 | ф   | Падение Лондона                   | London Has Fallen             | лейтенант SAS Уилл Дэвис |